# Copa del Rey de baloncesto 2016
La 80.ª edición de la Copa del Rey de baloncesto se celebró en el Coliseum da Coruña de La Coruña del 18 al 21 de febrero de 2016. Fue la 4.ª edición disputada en La Coruña. El Real Madrid obtuvo su 26.ª copa.

## Equipos participantes
Los siete primeros clasificados después de la primera mitad de la ACB de la temporada regular 2015-16 se clasifican al torneo. Como Río Natura Monbus Obradoiro, equipo anfitrión, no ha terminado entre los siete primeros equipos, el octavo clasificado no se une a la Copa del Rey.
| - Valencia Basket - FC Barcelona Lassa - Laboral Kutxa Baskonia - Real Madrid | - Herbalife Gran Canaria - Dominion Bilbao Basket - Montakit Fuenlabrada - Rio Natura Monbus Obradoiro (anfitrión) |

## Sorteo
Una vez se complete la primera vuelta de la Liga Endesa y se conozcan los equipos clasificados para la Copa del Rey de baloncesto 2016, se celebrará el sorteo de emparejamientos.
La dinámica del sorteo contemplará únicamente cuatro cabezas de serie, los mejores clasificados de la primera vuelta de la Liga Regular, en un sorteo puro con los otros cuatro equipos clasificados.

## Resultados
|  | Cuartos de final            | Cuartos de final   |                        |                        | Semifinales   | Semifinales   |  |                        | Final         | Final         |  |
|  | 18 y 19 de febrero          | 18 y 19 de febrero |                        |                        | 20 de febrero | 20 de febrero |  |                        | 21 de febrero | 21 de febrero |  |
|  |                             |                    |                        |                        |               |               |  |                        |               |               |  |
|  |                             |                    |                        |                        |               |               |  |                        |               |               |  |
|  | FC Barcelona Lassa          | 72                 |                        |                        |               |               |  |                        |               |               |  |
|  | FC Barcelona Lassa          | 72                 |                        |                        |               |               |  |                        |               |               |  |
|  | Dominion Bilbao Basket      | 73                 |                        |                        |               |               |  |                        |               |               |  |
|  | Dominion Bilbao Basket      | 73                 |                        | Dominion Bilbao Basket | 71            |               |  |                        |               |               |  |
|  |                             |                    |                        | Dominion Bilbao Basket | 71            |               |  |                        |               |               |  |
|  |                             |                    | Herbalife Gran Canaria | 81                     |               |               |  |                        |               |               |  |
|  | Valencia Basket             | 78                 | Herbalife Gran Canaria | 81                     |               |               |  |                        |               |               |  |
|  | Valencia Basket             | 78                 |                        |                        |               |               |  |                        |               |               |  |
|  | Herbalife Gran Canaria      | 83                 |                        |                        |               |               |  |                        |               |               |  |
|  | Herbalife Gran Canaria      | 83                 |                        |                        |               |               |  | Herbalife Gran Canaria | 81            |               |  |
|  |                             |                    |                        |                        |               |               |  | Herbalife Gran Canaria | 81            |               |  |
|  |                             |                    | Real Madrid            | 85                     |               |               |  |                        |               |               |  |
|  | Río Natura Monbus Obradoiro | 77                 | Real Madrid            | 85                     |               |               |  |                        |               |               |  |
|  | Río Natura Monbus Obradoiro | 77                 |                        |                        |               |               |  |                        |               |               |  |
|  | Laboral Kutxa Baskonia      | 79                 |                        |                        |               |               |  |                        |               |               |  |
|  | Laboral Kutxa Baskonia      | 79                 |                        | Laboral Kutxa Baskonia | 80            |               |  |                        |               |               |  |
|  |                             |                    |                        | Laboral Kutxa Baskonia | 80            |               |  |                        |               |               |  |
|  |                             |                    | Real Madrid            | 86                     |               |               |  |                        |               |               |  |
|  | Real Madrid                 | 101                | Real Madrid            | 86                     |               |               |  |                        |               |               |  |
|  | Real Madrid                 | 101                |                        |                        |               |               |  |                        |               |               |  |
|  | Montakit Fuenlabrada        | 84                 |                        |                        |               |               |  |                        |               |               |  |
|  | Montakit Fuenlabrada        | 84                 |                        |                        |               |               |  |                        |               |               |  |
|  |                             |                    |                        |                        |               |               |  |                        |               |               |  |

### Cuartos de final
| 18 de febrero de 2016 19:00 (CET) | FC Barcelona Lassa                             | 72–73                | Dominion Bilbao Basket                                             | La Coruña |  |
|                                   | Parciales: 18–20, 19–20, 18–15, 17–18          |                      |                                                                    | |  |
|                                   | Estadísticas Oleson 14 Doellman 8 Satoransky 3 | Reporte Pts Reb Asts | Estadísticas 18 Ruoff 4 Ruoff, Bertans, Mumbrú 4 Bertans, Hervelle | Pabellón: Coliseum da Coruña Árbitros: Daniel Hierrezuelo Navas Benjamín Jiménez Trujillo Fernando Calatrava Cuevas Televisión: |  |

| 18 de febrero de 2016 21:30 (CET) | Valencia Basket                                            | 78–83                | Herbalife Gran Canaria                  | La Coruña |  |
|                                   | Parciales: 26–16, 16–26, 23–15, 13–26                      |                      |                                         | |  |
|                                   | Estadísticas San Emeterio 17 Hamilton 10 Vives, Hamilton 3 | Reporte Pts Reb Asts | Estadísticas 16 Aguilar 9 Omić 8 Pangos | Pabellón: Coliseum da Coruña Árbitros: Juan Carlos García González Miguel Ángel Pérez Pérez Carlos Cortés Rey Televisión: |  |

| 19 de febrero de 2016 19:00 (CET) | Real Madrid                                   | 101–84          | Montakit Fuenlabrada                      | La Coruña |  |
|                                   | Parciales: 25-21, 29-13, 23-25, 24-25         |                 |                                           | |  |
|                                   | Estadísticas Jaycee Carroll 18 Gustavo Ayón 7 | Reporte Pts Reb | Estadísticas Ivan Paunić 27 Ivan Paunić 7 | Pabellón: Coliseum da Coruña Asistencia: 10000 espectadores Árbitros: Emilio Pérez Pizarro Óscar Perea Lorente Francisco Araña Santana Televisión: |  |

| 19 de febrero de 2016 21:30 (CET) | Rio Natura Monbus Obradoiro           | 77–79   | Laboral Kutxa Baskonia | La Coruña |  |
|                                   | Parciales: 12-24, 18-11, 30-23, 17-21 |         |                        | |  |
|                                   |                                       | Reporte |                        | Pabellón: Coliseum da Coruña Árbitros: José Antonio Martín Bertrán Antonio R. Conde Ruiz Carlos F. Peruga Embid Televisión: |  |

### Semifinales
| 20 de febrero de 2016 19:00 (CET) | Dominion Bilbao Basket                   | 71–81                | Herbalife Gran Canaria                 | La Coruña |  |
|                                   | Parciales: 22-15, 24-19, 9-14, 16-33     |                      |                                        | |  |
|                                   | Estadísticas Hannah 20 Bogris 6 Bogris 3 | Reporte Pts Reb Asts | Estadísticas 18 Oliver 8 Baéz 4 Oliver | Pabellón: Coliseum da Coruña Árbitros: Antonio R. Conde Ruiz Benjamín Jiménez Trujillo Fernando Calatrava Cuevas Televisión: |  |

| 20 de febrero de 2016 21:30 (CET) | Laboral Kutxa Baskonia                                | 80–86                | Real Madrid                               | La Coruña |  |
|                                   | Parciales: 17-25, 27-15, 17-20, 19-26                 |                      |                                           | |  |
|                                   | Estadísticas Bourousis 16 Bourousis 13 Hanga, Adams 3 | Reporte Pts Reb Asts | Estadísticas 15 Llull 9 Reyes 6 Rodríguez | Pabellón: Coliseum da Coruña Árbitros: Emilio Pérez Pizarro Miguel Ángel Pérez Pérez Carlos F. Peruga Televisión: |  |

### Final
| 21 de febrero de 2016 19:00 (CET) | Herbalife Gran Canaria                | 81–85   | Real Madrid | La Coruña |  |
|                                   | Parciales: 18-24, 20-16, 21-22, 22-23 |         |             | |  |
|                                   |                                       | Reporte |             | Pabellón: Coliseum da Coruña Asistencia: 10,000 espectadores Árbitros: J.A. Martín Bertrán J.C. García González Carlos Cortés Televisión: |  |

## MVP de la Copa
- Gustavo Ayón

## Minicopa Endesa

### Final
| 21 de febrero de 2016 12:00 (CET) | Real Madrid                           | 102–50  | FIATC Joventut | La Coruña |  |
|                                   | Parciales: 25-10, 25-15, 24-14, 27-11 |         |                | |  |
|                                   |                                       | Reporte |                | Pabellón: Coliseum da Coruña Asistencia: 2.980 espectadores Árbitros: Carlos Peruga (31) Fernando Calatrava (54) Iván Escaríz Televisión: |  |